# 辰野高司
辰野高司（たつの たかし、1923年12月17日-2012年2月19日）は、薬学者。
辰野隆の次男として東京駒場に生まれる。本名は高(たかし)。祖父は建築家の辰野金吾。東京帝国大学医学部薬学科卒。1954年薬学博士（論文タイトルは『側鎖に環状塩基性中心を有するベンツオキノリチン類の合成研究』）。東京大学医学部助手、日本大学助教授、1960年東京理科大学薬学部教授。62年11月からパリ大学薬学部、フランス原子力研究所に学ぶ。1963年理化学研究所主任研究員。1962-65年日本薬学会の薬学研究白書の作成に参加。中央薬事審議会委員、日本薬学会理事、日本薬剤師会理事、日仏薬学会会長。理化学研究所名誉研究員。

## 著書
- 『日本の薬学』紀伊国屋新書 1966、新版・薬事日報新書 2001
- 『薬そのプラスとマイナス』三省堂 1982
- 『薬って何だろう 不思議な商品・くすり』ダイヤモンド社 1995
- 『カビがつくる毒 日本人をマイコトキシンの害から守った人々』東京化学同人 科学のとびら 1998

### 共編著
- 『冷却水の障害と処理』鈴木静夫共著 コロナ社 1968
- 『薬学概論』川瀬清・山川浩司共編集 南江堂 1983、増訂版2005ほか
- 『対談でつづる昭和の薬学の歩み』じほう 1994
- 『効けば効くほど薬はこわい からだの言い分を聞きなさい』伊沢凡人共著 ダイヤモンド社 2002

## 論文
- Cinii

## 注
1. ↑  国立国会図書館. “博士論文『側鎖に環状塩基性中心を有するベンツオキノリチン類の合成研究』”. 2023年4月7日閲覧。
2. ↑  『現代日本人名録』